# 飞鸽传书
飛鴿傳書是使用家鴿來互相傳遞信息的一種通信方式，人類利用家鴿天生具有的良好方向感，將紙張或信息的載體綁在家鴿腿上，並讓牠們往收信方飛去。此種郵遞方式在電子通信發達的現代多半已不被使用。

## 歷史
早於先秦已流入民間，後於魏晉時期，得以廣泛使用飛鴿傳書這種通訊方法。